# Brycea triplaga
Brycea triplaga là một loài bướm đêm thuộc phân họ Arctiinae, họ Erebidae.